# 圣玛丽 (留尼汪)
圣玛丽（法語：Sainte-Marie，法語發音：[sɛ̃t maʁi] ⓘ）是法国海外省留尼汪的一个市镇，属于圣但尼区。

## 地理
圣玛丽（20°53'49"S, 55°32'57"E）面积87.21 平方千米，位于法国海外省留尼汪。
与圣玛丽接壤的市镇（或旧市镇、城区）包括：圣但尼、圣苏珊、萨拉济。
圣玛丽的时区为UTC+04:00。

## 行政
圣玛丽的邮政编码为97438，INSEE市镇编码为97418。

## 政治
圣玛丽所属的省级选区为圣玛丽县，其也是圣玛丽县的中央投票站所在地。

## 人口

1962-2008年间圣玛丽人口变化图示

圣玛丽于2022年1月1日时的人口数量为35584人。